# 小黑杨
小黑杨（学名：Populus xiaohei）为杨柳科杨属的植物，为中国的特有植物。分布于中国大陆的黄河流域、黑龙江等地，生长于海拔250米至1,300米的地区。